# Lawrence Gordon
Lawrence Gordon (* 25. März 1936 in Yazoo City, Mississippi) ist ein US-amerikanischer Filmproduzent.

## Leben und Wirken
Vor seiner Karriere studierte er an Tulane University in New Orleans. Von 1984 bis 1986 war er der Präsident des Filmstudios 20th Century Fox. Die von 1982 bis 1985 ausgestrahlte Fernsehserie Matt Houston wurde von ihm entwickelt.
Einer der bekanntesten von ihm produzierten Filme ist Stirb langsam.
Sein Bruder Charles Gordon war ebenfalls als Produzent im Filmgeschäft tätig, zusammen betrieben sie bis Ende der 1990er Jahre das Produktionsunternehmen „Largo Entertainment“.
1990 war er für den Film Feld der Träume zusammen mit seinem Bruder für den Oscar nominiert. Im gleichen Jahr erhielt er eine Nominierung für die Goldene Himbeere.

## Filmografie (Auswahl)
- 1975: Ein stahlharter Mann (Hard Times)
- 1977: Der Mann mit der Stahlkralle (Rolling Thunder)
- 1978: Driver (The Driver)
- 1978: Nobody Is Perfect (The End)
- 1978: Um Kopf und Kragen (Hooper)
- 1979: Die Warriors (The Warriors)
- 1980: Xanadu
- 1981: Ich brauche einen Erben (Paternity)
- 1982: Fäuste, Gangs und heiße Öfen – Verstärkung von der Straße (The Renegades)
- 1982: Jekyll und Hyde – Die schärfste Verwandlung aller Zeiten (Jekyll and Hyde… Together Again)
- 1982: Nur 48 Stunden (48 Hrs.)
- 1984: Straßen in Flammen (Streets of Fire)
- 1985: Zum Teufel mit den Kohlen (Brewster’s Millions)
- 1986: Jumpin’ Jack Flash
- 1987: Predator
- 1988: Der Couch-Trip (The Couch Trip)
- 1988: Scout Academy (The Wrong Guys)
- 1988: Stirb langsam (Die Hard)
- 1989: Feld der Träume (Field of Dreams)
- 1989: Lock Up – Überleben ist alles (Lock Up)
- 1989: Mein Partner mit der kalten Schnauze (K-9)
- 1989: Family Business
- 1990: Und wieder 48 Stunden (Another 48 Hrs.)
- 1991: Rocketeer (The Rocketeer)
- 1992: Stirb langsam 2 (Die Hard 2)
- 1995: Waterworld
- 1997: Event Horizon – Am Rande des Universums (Event Horizon)
- 1999: Mein Partner mit der kalten Schnauze 2 (K-911, als Ausführender Produzent)
- 2001: Lara Croft: Tomb Raider
- 2001: K-PAX – Alles ist möglich (K-PAX)
- 2003: Lara Croft: Tomb Raider – Die Wiege des Lebens (Lara Croft Tomb Raider: The Cradle of Life)
- 2004: Hellboy
- 2008: Hellboy – Die goldene Armee (Hellboy II: The Golden Army)
- 2009: Watchmen – Die Wächter (Watchmen)
- 2019: Hellboy – Call of Darkness (Hellboy)